# Sidalcea pedata
Sidalcea pedata är en malvaväxtart som beskrevs av A. Gray.. Sidalcea pedata ingår i släktet axmalvor, och familjen malvaväxter. Inga underarter finns listade i Catalogue of Life.